# St. Nikolai (Kappeln)

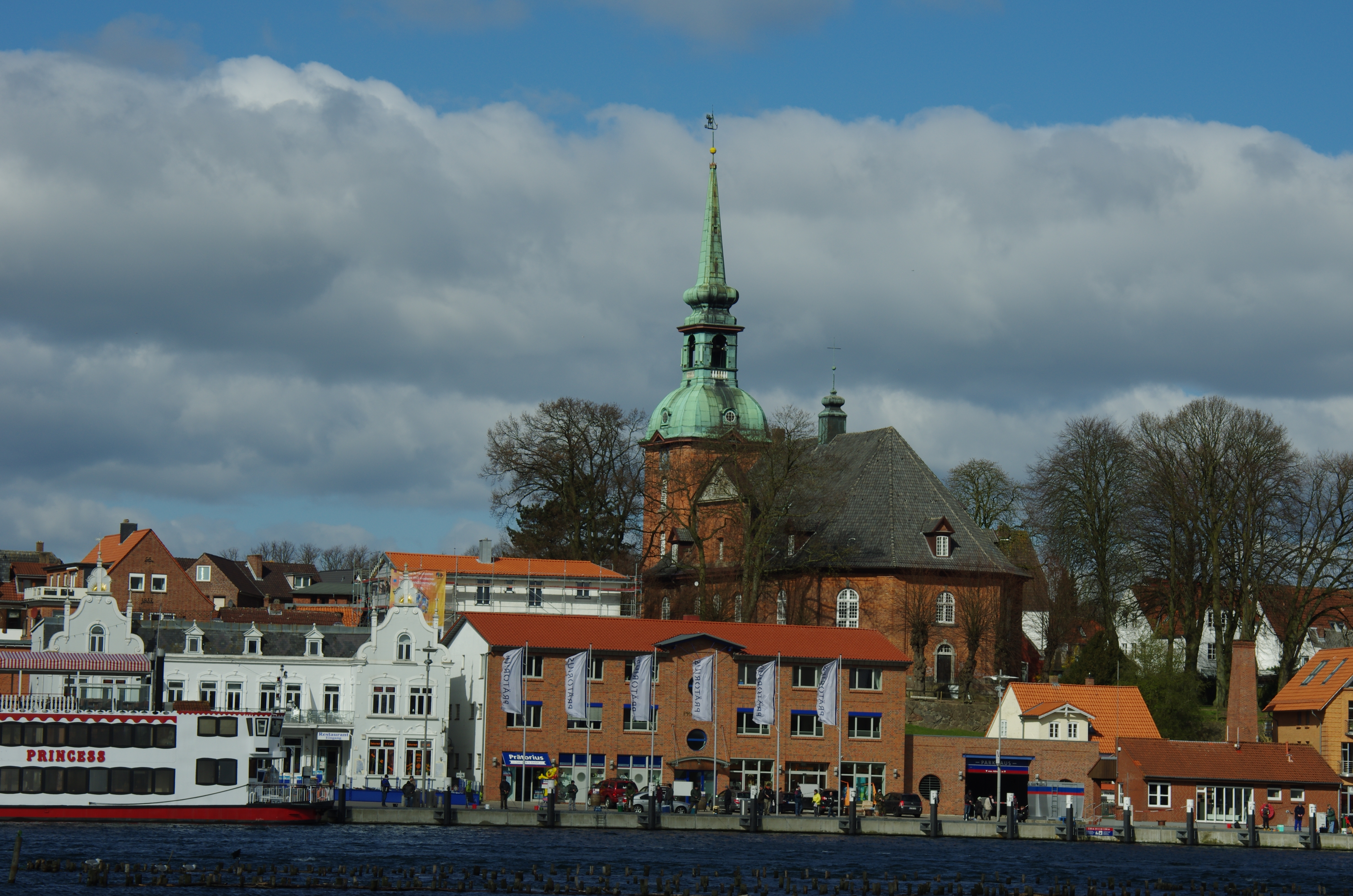
St. Nikolai von der Schlei aus

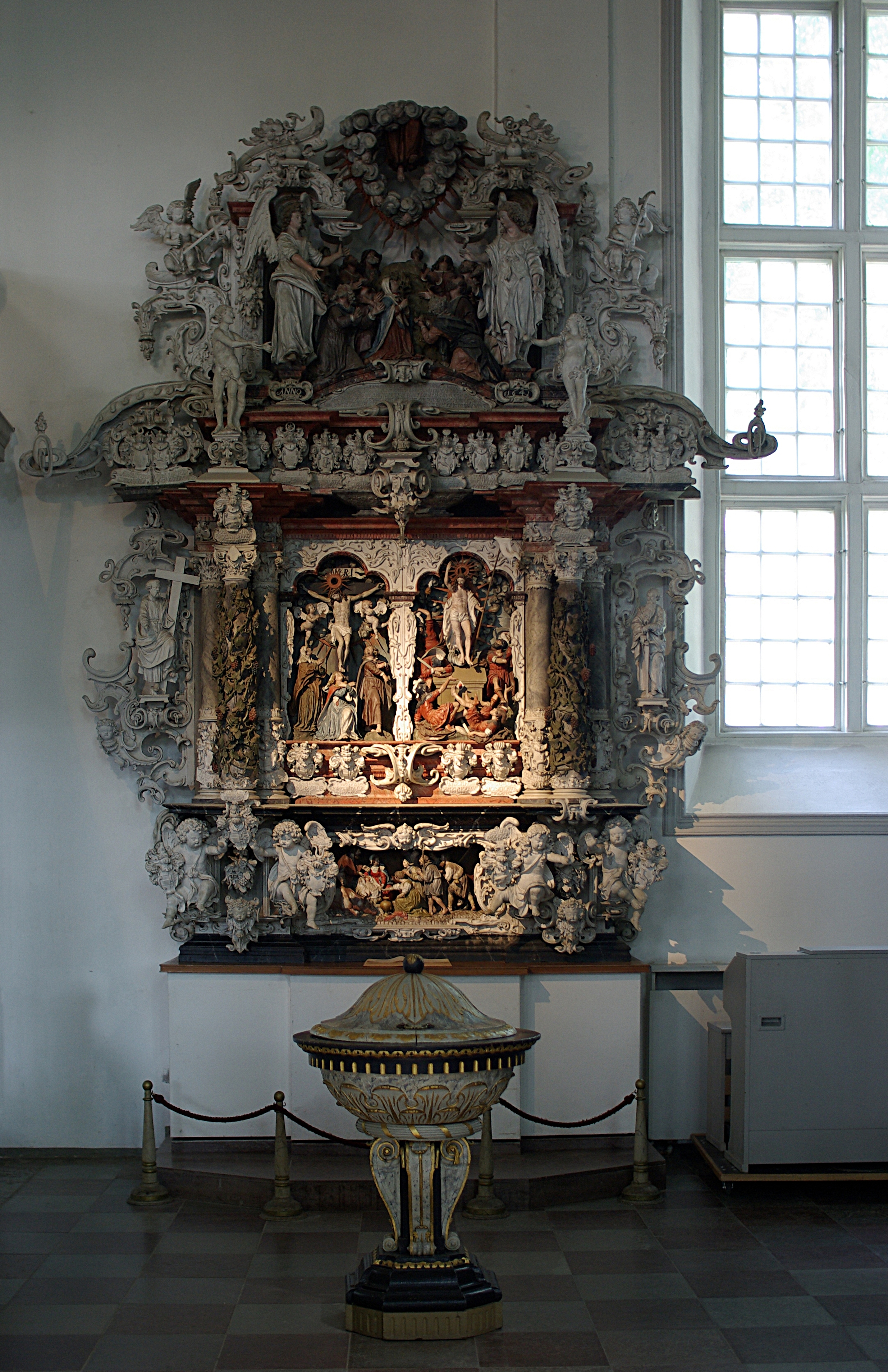
Umgebauter Gudewerdt-Altar (1641) aus der Vorgängerkirche

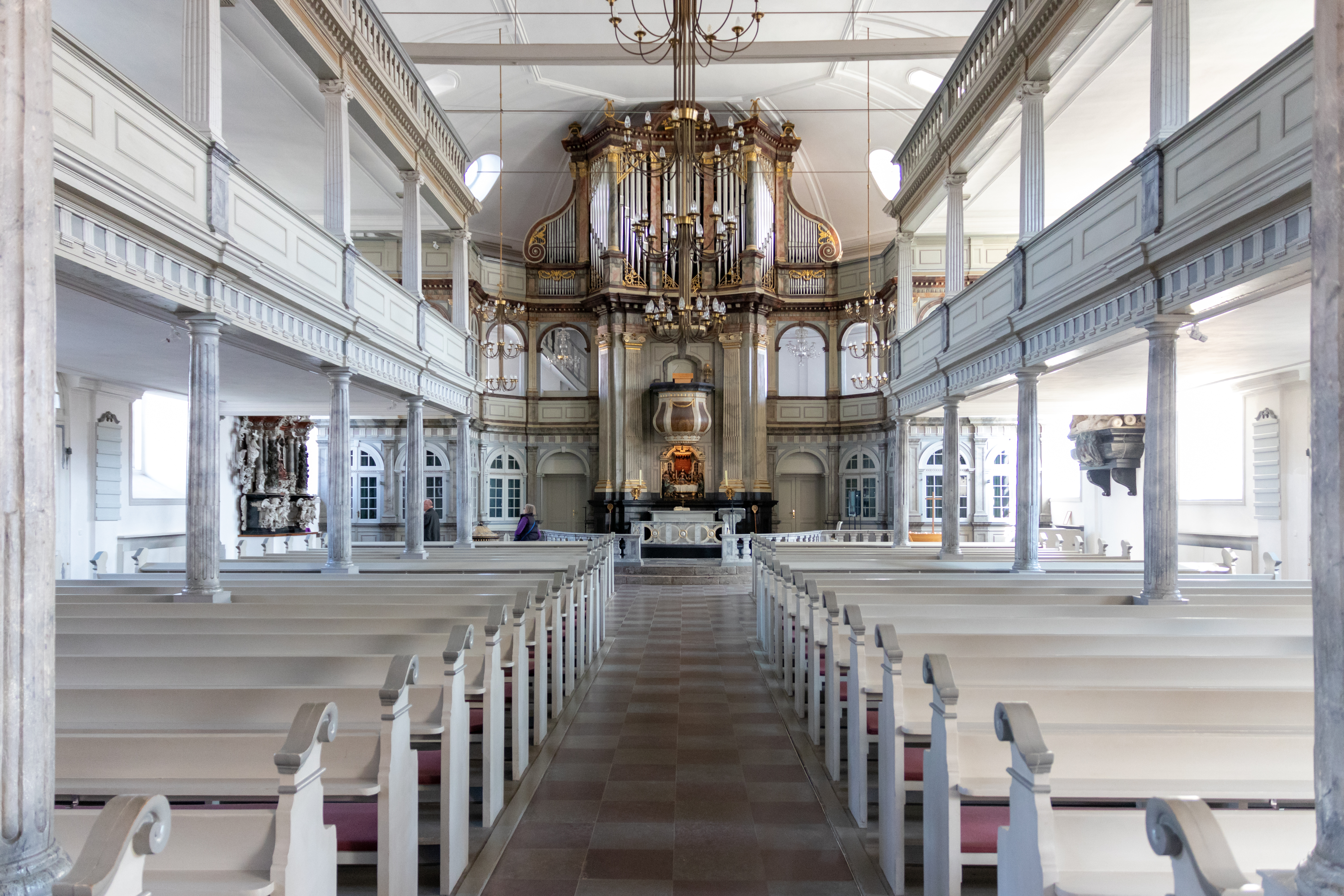
Altar und Orgel der Kirche

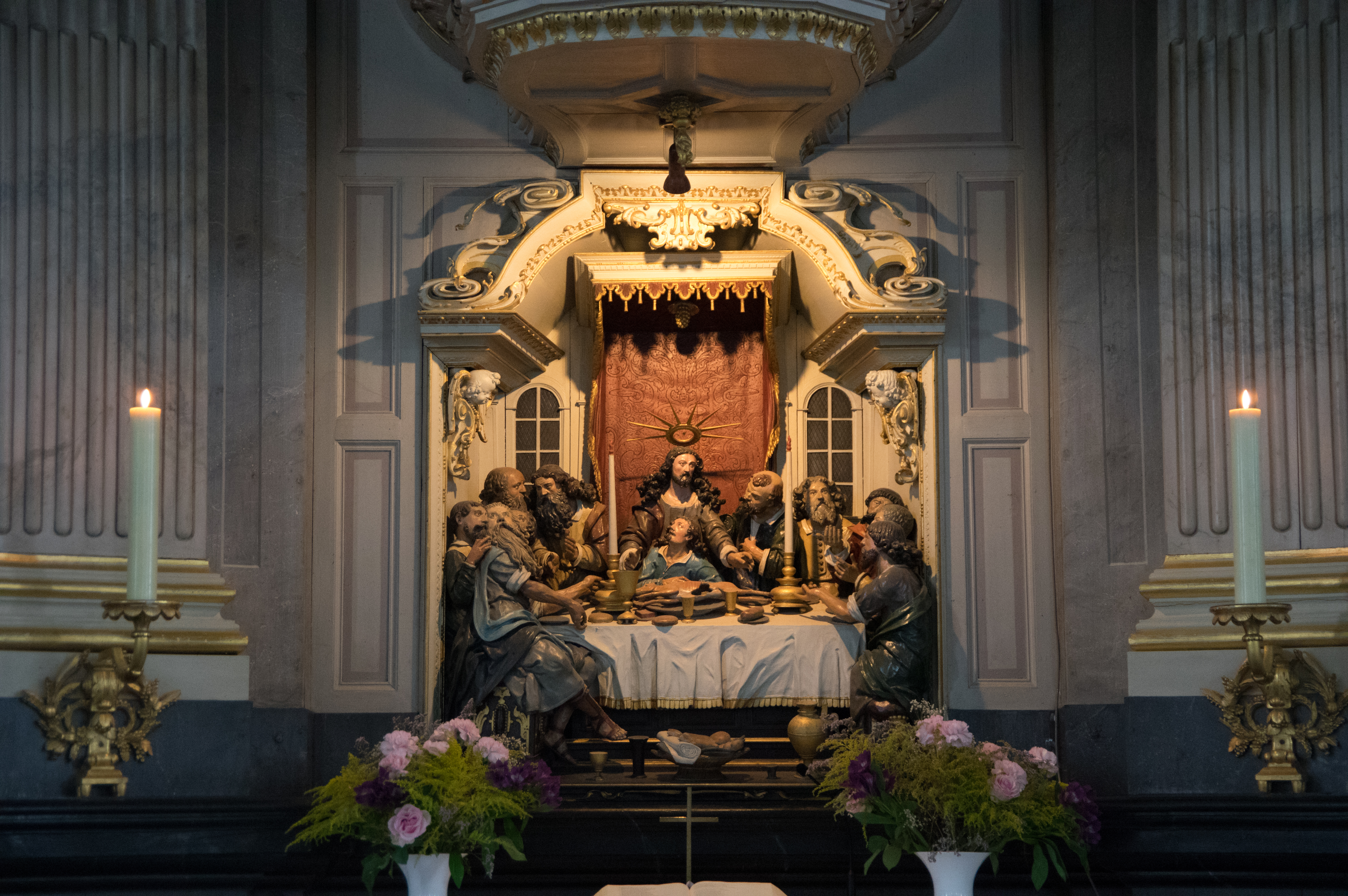
Der frühere Mittelteil des Gudewerdt-Altars der St. Nikolai-Kirche Kappeln

Die St.-Nikolai-Kirche ist eine evangelisch-lutherische Kirche in Kappeln in Schleswig-Holstein. Die Kirche ist denkmalgeschützt.

## Lage und Geschichte
Die heutige Kirche wurde von 1789 bis 1793 im Stil des Spätbarocks erbaut. Der Patron der Kirche Hans Adolf von Rumohr auf Gut Roest ließ sie von Johann Adam Richter an Stelle einer zu kleinen baufälligen Kirche aus dem 12. Jahrhundert erbauen. 
Die Kirche befindet sich auf einer Anhöhe westlich der Schlei und prägt so das Stadtbild von Kappeln. Auf dem von einer Lindenreihe umgebenen Kirchhof befinden sich ein Kriegerdenkmal für den Krieg von 1870/71 und ein Zwei-Kaiser-Denkmal.

## Bau
Das Kirchengebäude ist ein Saalbau mit je drei Seiten an den Enden. Das Dach ist ein Walmdach mit einem Dachreiter, im Westen zur Stadt hin befindet sich der Turm. Der Turm hat eine Kuppelhaube und eine schlanke Laterne.
Der von einem Muldengewölbe aus Holz bedeckte Innenraum ist ebenfalls im Stil des nordelbischen  Spätbarock ausgeführt. Im westlichen (hinteren) Teil der Kirche befindet sich eine zweigeschossige Empore.

## Ausstattung
Die Ausstattung der Kirche stammt teilweise noch aus dem Vorgängerbau, so der von Hans Gudewerdt aus Eckernförde erstellte Altaraufsatz aus dem Jahre 1641. Dieses ursprünglich holzsichtige Retabel wurde von 1792 bis 1793 umgebaut und farbig gefasst. Nach Wolfgang Teuchert besteht das heutige Mittelteilfeld des Gudewerdt-Altars aus den beiden Feldern der ursprünglichen Seitenflügel; die Umgestaltung ist danach durch die Tischler Lehmeyer und Wolff 1792 erfolgt. Nur das ursprüngliche Mittelfeldteil des Gudewerdt-Altars schmückt heute den Altar; der Gesamtaltar ohne den Mittelteil ist an der Nordseite der Kirche angebracht.
Die Taufe hat die Form eines Pokals. Das Kruzifix aus der zweiten Hälfte des 13. Jahrhunderts besteht aus Holz. An der Südseite des Altarraums befindet sich ein Kenotaph für den im Jahre 1678 auf Rügen gefallenen Detlef von Rumohr. Die Glaskronleuchter wurden in Böhmen in der Zeit um 1780 hergestellt.
Beherrschendes Stück der Ausstattung ist der Kanzelaltar mit der darüber befindlichen Orgel. Unter dem Kanzelkorb befindet sich die Darstellung des Abendmahls aus dem ursprünglichen Gudewerdt-Altar.

### Orgel
Die alte Orgel der Nikolaikirche vereinigte Pfeifenmaterial aus unterschiedlichen Jahrhunderten hinter dem Prospekt von 1793 eines unbekannten Orgelbauers. Das Orgelwerk mit 26 Registern, das bis 2013 im Einsatz war, wurde 1960 vom Orgelbauer Detlef Kleuker eingebaut, erwies sich aber immer wieder als störanfällig, so dass die Kirchengemeinde und ein Orgelbauverein seit den 1990er Jahren einen Neubau unter Verwendung des historischen Materials planten. Ab 2011 wurde die Orgel von der Orgelbauwerkstatt Reinalt Johannes Klein in Lübeck in Schritten ausgebaut, der vier historische Register des 18. Jahrhunderts restaurierte, und ansonsten neu gebaut. Acht ganz oder teilweise erhaltene Register des 16. Jahrhunderts, die anhand der Mensuren und Signaturen Jacob Scherer und seinem Schwiegersohn Dirk Hoyer zugewiesen werden konnten, wurden nicht wieder in den Neubau integriert. Am 7. Juni 2014 wurde die neue Orgel geweiht. Das Instrument verfügt über 40 Register, die auf zwei Manuale und Pedal verteilt sind.
| I Hauptwerk CD–f3 |               |                 |
| 1.                | Principal     | 16′             |
| 2.                | Principal     | 8′              |
| 3.                | Gedackt       | 8′              |
| 4.                | Spillpfeife   | 8′              |
| 5.                | Octava        | 4′              |
| 6.                | Flöte         | 4′              |
| 7.                | Quinta        | 3′              |
| 8.                | Octava        | 2′              |
| 9.                | Spitzflöte    | 2′              |
| 10.               | Großmixtur II | 5 1⁄3′ + 3 1⁄5′ |
| 11.               | Mixtur IV–V   | 1 ⁄3′           |
| 12.               | Fagott        | 16′             |
| 13.               | Trompete      | 8′              |
| 14.               | Cornet III    |                 |

| II Oberwerk CD–f3 |                 |        |
| 15.               | Principal       | 8′     |
| 16.               | Gedackt         | 8′     |
| 17.               | Quintade        | 8′     |
| 18.               | Gamba           | 8′     |
| 19.               | Fugara          | 8′     |
| 20.               | Octava          | 4′     |
| 21.               | Rohrflöte       | 4′     |
| 22.               | Nasat           | 3′     |
| 23.               | Octava          | 2′     |
| 24.               | Tertia          | 1 3⁄5′ |
| 25.               | Sesquialtera II |        |
| 26.               | Scharff IV      | 1′     |
| 27.               | Vox humana      | 8′     |
| 28.               | Dulcian         | 8′     |

| Pedalwerk CD–f1 |                |       |
| 29.             | Untersatz      | 32′   |
| 30.             | Principal      | 16′   |
| 31.             | Subbaß         | 16′   |
| 32.             | Octava         | 8′    |
| 33.             | Gedackt        | 8′    |
| 34.             | Großrohrquinta | 6′    |
| 35.             | Octava         | 4′    |
| 36.             | Nachthorn      | 2′    |
| 37.             | Mixtur V       | 2 ⁄3′ |
| 38.             | Posaune        | 16′   |
| 39.             | Trompete       | 8′    |
| 40.             | Trompete       | 4′    |

- Koppeln: II/I, I/P, II/P
- Tremulant: Bocktremulant aufs ganze Werk
- Windanlage: 6 Keilbälge 8′ × 4′